# PSCDBP
PSCDBP‏ (Cytohesin 1 interacting protein) هوَ بروتين يُشَفر بواسطة جين PSCDBP في الإنسان.